# Военен музей (Истанбул)
Истанбулският военен музей (на турски: Askerî Müze) е музей на турската и османската военна история. Той е един от водещите музеи от този тип в света. Работи с посетители всеки ден без понеделник и вторник.
Първоначално музеят е разположен в сградата на църквата „Света Ирина“, а след това през 1950 година се премества в сградата на Първа армия в Кумхуриет Кадеси, недалеч от площад Таксим в Шишли, Истанбул. В този район се е намирала Османската имперска военна академия. Днес в музея са изложени колекция от исторически оръжия, униформи и артефакти от различни периоди на армията. В двора на музея са изложени османски топове и минохвъргачки, оръдия, самолети и хеликоптери.
Военният музей е реновиран и повторно отворен в сегашната си сграда през 1993 година. Разположен е в 22 зали, в които са изложени около 9000 от общо 50 000 артефакта от времето на Османската империя до Първата световна война. Сред най-важните експонати е веригата от Златния рог, прикриваща пристанището по време на Византийската империя. Източното крило на музея се използва за временни изложби, събития и сходни събития. На партера са изложени лъкове и стрели, окопни оръдия от XVII век, османски еничарски щитове, кътове, посветени на Селим I, Мехмед II, превземането на Константинопол, оръжия от ранните мюсюлмански, персийски, европейски и тюркски периоди.

## Галерия
- Главният вход на музея
- Съветски танк Т-26, на служба в турската армия между 1932 и 1935 г.
- Константинополската верига от Златния рог
- Панорама „Влизането на султан Мехмед II в Константинопол“
- Автомобилът на великия везир Махмуд Шевкет паша
- Ансамбъл за еничарска музика „Мехтер“ пред музея